# Karangpawitan (Karangpawitan)
Karangpawitan is een bestuurslaag in het regentschap Garut van de provincie West-Java, Indonesië. Karangpawitan telt 7809 inwoners (volkstelling 2010).